# The King’s Letters
The King’s Letters ist ein Historienfilm des südkoreanischen Regisseurs Jo Cheol-hyeon aus dem Jahr 2019. Der Film behandelt die Schöpfung des koreanischen Alphabets, Hangeul. Der koreanische Originaltitel 나랏말싸미 Naratmalssami stammt aus dem Hunminjeongeum und bedeutet etwa ‚die Sprache unserer Nation‘.
The King’s Letters ist der letzte Film der 2019 verschiedenen Schauspielerin Jeon Mi-seon.

## Handlung
Im Korea der Joseon-Dynastie im Jahr 1442 möchte König Yi Do (posthumer Name: Sejong) eine Schrift entwickeln, die leicht zu lernen und zu schreiben ist. Die chinesische Schrift sei zu elitär, da nur die oberste Klasse die Zeit habe, sie zu erlernen. Sie erlauben den gemeinem Volk keine Bildung. Er studiert chinesische Werke zur Phonetik, doch er kommt nicht weiter.
Eines Tages suchen ihn japanische Gesandte auf und erbitten ihn um das Original des Daejanggyeong, dem Kanon des koreanischen Buddhismus. Da sich Korea dem Konfuzianismus verschrieben und dem Buddhismus abgewandt habe, bräuchte es das Werk nicht mehr. Yi Do ist skeptisch, da der Buddhismus für einige Teile der Bevölkerung wichtig sei und auch noch buddhistische Rituale stattfinden. Doch seine Berater können ihn überzeugen, dass sie das Werk nicht mehr bräuchten. Aufbewahrt wird es im Tempel Haeinsa. Diesem steht der Mönch Sin-mi vor. Als er von den Plänen des Königs hört, bricht er in die Hauptstadt Hanyang auf. Er argumentiert, dass das Werk dem koreanischen Volk gehöre und nicht dem König. Japan solle selbst einen buddhistischen Kanon schaffen.
Der König erbittet Sin-mi um eine Audienz. Dabei erfährt er von Sin-mi einiges über die phonetischen Schriften Sanskrit, Phagpa und dem Tibetischen. Er erzählt dem König, dass im Daejanggyeong die Grundlagen dieser Schriften beschrieben sind. Allerdings möchte der König eine einfachere Schrift, mit wenigen Buchstaben und leicht zu schreiben. Beide beschließen, zusammenzuarbeiten, wobei Mönch Sin-mi im Gegenzug für seine Hilfe den Bau eines buddhistischen Tempels in Hanyang fordert.
Die Schüler Sin-mis werden in den Palast geschmuggelt. Die Minister sind streng gegen den Buddhismus, so dass niemand von der Zusammenarbeit erfahren darf. König Yi Do und seine Söhne sowie Sin-mi und seine Schüler klassifizieren zunächst anhand der drei genannten Schriften die Laute der koreanischen Sprache. Als dies gelingt, machen sie sich an die Entwicklung der Buchstaben. König Yi Do hat Mathematik und Geometrie studiert. Die Buchstaben sollen den Grundlagen folgen. Einfach und aus Punkten und Strichen bestehen.
Königin Soheon ist geborene Buddhistin. Ihr Vater galt als Verräter und erhielt nie ein buddhistisches Begräbnis. Sin-mi holt es mit ihr nach. Doch die Gebete sind draußen hörbar. So kommen unter den Beratern des Königs Gerüchte über Buddhisten im Palast auf. Daraufhin beschließt der König eine Verschlechterung seines Zustands aufgrund von Diabetes vorzutäuschen und einen Arzt außerhalb Hanyangs aufzusuchen. Sin-mi und seine Schüler brechen schon früher auf. Dort arbeiten sie weiter und vervollständigen die Schrift. Doch der König wird kritisiert für seine Abwesenheit. Sie geben der Schrift nach Tradition den bescheidenen Namen Eonmun (언문), was sowohl allgemein und grob als auch stark und widerstandsfähig bedeuten kann.
Eine neue Herausforderung besteht in der Etablierung der Schrift. Es kommt zum Streit zwischen Sin-mi – der die Schrift ohne Hilfe der Konfuzianisten ins Volk bringen möchte – und dem König. Letztlich können sie sich einigen. Der buddhistische Tempel wird im Palast gebaut, dafür erhalten die Konfuzianisten Mitsprache bei der Schrift. Der Gelehrte Jeong In-ji darf das Nachwort schreiben und den Namen wählen, während der König das Vorwort des Werks zur Lehre der Schrift schreibt. Die Konfuzianisten streichen dabei alles, was auf buddhistische Lehre schließen könnte und verbinden die Herkunft mit dem Chinesischen. Ein Grund für die Kritik war die Angst vor China. Der Kaiser Chinas könnte eine koreanische Schrift nicht akzeptieren und Vergeltung üben. Dennoch tut Yi Do alles, um die Schrift zu verbreiten. Als er seine Minister bittet, dies zu tun, verlassen fast alle den Raum und lassen das Hunminjeongeum zurück.

## Rezeption
The King’s Letters kam am 24. Juli 2019 in die südkoreanischen Kinos und erreichte innerhalb der ersten vier Wochen knapp 950.000 Kinobesucher. Von Kinozuschauern in Südkorea wurde der Film überwiegend kritisiert. Er halte sich nicht an die Fakten und sei eine Schande für König Sejong. Im Film hat Sejong die Schrift nicht alleine entwickelt, sondern erhält die Hilfe eines buddhistischen Mönchs. Es gab schon immer verschiedene Hypothesen zur Geschichte des koreanischen Alphabets, da die sich die einzige Aufzeichnung der Entstehung in den Annalen der Joseon-Dynastie findet, nach denen Sejong die Schrift für das gemeine Volk erfand. Der Mönch Sin-mi ist aber keine fiktionale Figur, sondern existierte. Er wird mehrmals in den Annalen der Joseon-Dynastie genannt, aber nicht im Zusammenhang mit der Schrift. Regisseur Jo hatte die Idee, die Geschichte mit Sin-mi zu verknüpfen aufgrund eines Buchs des koreanischen Sprachwissenschaftlers Jeong Gwang. Kim Boram von Yonhap bewertet den Film eher positiv, da er einige Theorien aufarbeite und Song der Rolle als König Sejong gerecht werde, als würdevoller und warmherziger Herrscher. Allerdings befürchtet Kim bereits in ihrer Kritik, dass die Einführung der Rolle Sin-mis für Kritik sorgen könne, da die Auffassung, Sejong habe die Schrift alleine entwickelt, weitgehend akzeptiert ist.